# Ralytupa pendleburyi
Ralytupa pendleburyi är en tvåvingeart som först beskrevs av Edwards 1928.  Ralytupa pendleburyi ingår i släktet Ralytupa och familjen platthornsmyggor.
Artens utbredningsområde är Thailand. Inga underarter finns listade i Catalogue of Life.